# Michael J. Anderson
Michael J. Anderson (Denver, 1953. október 31. –) amerikai törpenövésű (109 cm magas) színész.

## Élete és pályafutása
Színészi karrierje előtt a Martin Marietta nevű cég számítógépes technikusaként állt alkalmazásban, és a NASA űrsiklójának földi támogatási rendszerén dolgozott.
1983-tól számos tévé- és mozifilmben szerepelt. Karrierjében az áttörést David Lynch kultikus, Twin Peaks című sorozata jelentette, ahol a „másik helyről származó embert” alakította. A szerep kedvért különleges fonetikusan fordított beszédstílust használt, ami abból állt, hogy betűnként visszafele olvasta a szavakat, majd visszafelé játszották le azt.

## Filmográfia

### Film
| Év   | Magyar cím                         | Eredeti cím                                      | Szerep              | Magyar hang                 |
| ---- | ---------------------------------- | ------------------------------------------------ | ------------------- | --------------------------- |
| 1983 |                                    | Buddies                                          | thai vásárló        |                             |
| 1984 |                                    | Little Mike: A Videoportrait of Michael Anderson | önmaga              |                             |
| 1986 | Apró népség nagy birodalma         | The Great Land of Small                          | Fritz/ A Király     | Lippai László (2. szinkron) |
| 1989 |                                    | Suffering Bastards                               | Little Elvis        |                             |
| 1989 |                                    | No Such Thing as Gravity                         | botanikus           |                             |
| 1990 |                                    | Whatever Happened to Mason Reese                 | szusi séf           |                             |
| 1990 |                                    | The Dream of the Broken Hearted                  | Lightman            |                             |
| 1991 | Próbababa 2.                       | Mannequin Two: On the Move                       | ékszerdoboz hordozó |                             |
| 1992 | A levesben                         | In The Soup                                      | kisember            |                             |
| 1992 | Twin Peaks – Tűz, jöjj velem!      | Twin Peaks: Fire Walk with Me                    | férfi máshonnan     |                             |
| 1993 | Éjféli csapda                      | Night Trap                                       | rendőr              |                             |
| 1994 |                                    | Murder too Sweet                                 | Harry               |                             |
| 1994 | Ellopott elefánt                   | Ava's Magical Adventure                          | Stretch             |                             |
| 1995 | Bebörtönzött szívek                | Caged Hearts                                     | John                |                             |
| 1996 |                                    | Street Gun                                       | Lamar               |                             |
| 1997 | A tao harcosai                     | Warriors of Virtue                               | Mudlap              | Kassai Károly               |
| 1997 | A tao harcosai                     | Warriors of Virtue                               | Mudlap              | Halmágyi Sándor             |
| 1998 |                                    | Club Vampire                                     | Kiddo               |                             |
| 1999 |                                    | Minimum Wage                                     | Zeke Bleak          |                             |
| 2001 | Mulholland Drive – A sötétség útja | Mulholland Drive                                 | Mr. Roque           | Botár Endre (2. szinkron)   |
| 2003 |                                    | Sticky Fingers                                   | dühös férfi         |                             |
| 2003 | Kisördögök                         | Tiptoes                                          | Bruno               | Kapácsy Miklós              |
| 2004 |                                    | Big Time                                         | Henri Blunderbore   |                             |

### Televízió

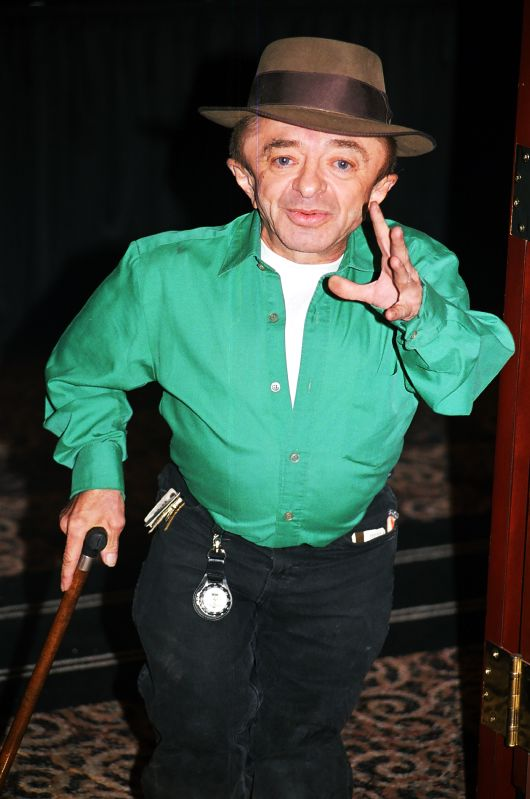
A 2006-os Carney Con-on

| Év        | Magyar cím                               | Eredeti cím                                        | Szerep                   | Megjegyzések                                                 |
| --------- | ---------------------------------------- | -------------------------------------------------- | ------------------------ | ------------------------------------------------------------ |
| 1990–1991 | Twin Peaks                               | Twin Peaks                                         | Férfi máshonnan          | 4 epizód                                                     |
| 1992      | Kisvárosi rejtélyek                      | Picket Fences                                      | Peeter Dreeb             | 1 epizód                                                     |
| 1993      | Star Trek: Deep Space Nine               | Star Trek: Deep Space Nine                         | Rumpelstiltskin          | 1 epizód                                                     |
| 1995      | X-akták                                  | X-Files                                            | Mr. Nutt                 | - 1 epizód (Szemfényvesztés) - magyar hangja: - Rosta Sándor |
| 1998      |                                          | Maggie                                             | ismeretlen szerep        | 1 epizód                                                     |
| 1998      | Drágám, a kölykök már megint összementek | Honey, I Shrunk the Kids: The TV Show              | Omar                     | 1 epizód                                                     |
| 1999      |                                          | The Phantom Eye                                    | Doll Man / Carl          |                                                              |
| 1999      |                                          | Port Charles                                       | Peter Zorin              | 15 epizód                                                    |
| 2001      | Fekete skorpió                           | Black Scorpion                                     | Kicsi Kéz                | 1 epizód                                                     |
| 2001      | Hófehérke                                | Snow White: The Fairest of Them All                | Sunday                   | - tévéfilm - magyar hangja: - Kassai Károly                  |
| 2005      | Carnivàle – A vándorcirkusz              | Carnivàle                                          | Samson                   | 24 epizód                                                    |
| 2006      | Bűbájos boszorkák                        | Charmed                                            | O'Brian a kobold         | 2 epizód                                                     |
| 2010      | Döglött akták                            | Cold Case                                          | Nathaniel "Biggie" Jones | 1 epizód                                                     |
| 2011      | Kalandra fel!                            | Adventure Time                                     | Gummy (hangja)           | 1 epizód                                                     |
| 2013      | Scooby-Doo: Rejtélyek nyomában           | táncoló férfi / Horatio Kharon professzor (hangja) | 2 epizód                 |                                                              |

### Videójátékok
| Év   | Cím                                  | Szerep |
| ---- | ------------------------------------ | ------ |
| 1994 | Loadstar: The Legend of Tully Bodine | csapos |
| 2000 | Road Rash: Jailbreak                 | Punt   |

## Zenei közreműködések
- (1989) "Turtle Song", Hugo Largo nevű alternatív zenekar: videóklip
- (2000)  Lodge Anathema (The Nether-Carols közreműködésével)[3]

## Fordítás
- Ez a szócikk részben vagy egészben  a   Michael J. Anderson című angol Wikipédia-szócikk fordításán alapul.  Az eredeti cikk szerkesztőit annak laptörténete sorolja fel. Ez a jelzés csupán a megfogalmazás eredetét és a szerzői jogokat jelzi, nem szolgál a cikkben szereplő információk forrásmegjelöléseként.